# Ranselberg
Ranselberg ist ein Ortsteil der Stadt Lorch im Rheingau-Taunus-Kreis in Hessen. Für die ehemalige Wohnsiedlung der Bundeswehr wurde ein eigener Ortsbezirk mit Ortsbeirat eingerichtet.

## Geographische Lage
Der Stadtteil Ranselberg liegt im Zentrum der Gemarkung Lorch nordöstlich der Kernstadt über dem Wispertal auf einer Rodungsfläche am Südhang des 398 Meter hohen bewaldeten Ranselberges.

## Geschichte
Der Stadtteil Ranselberg entstand als Wohnsiedlung für den 1965 im Wispertal eingerichteten Bundeswehrstandort. Für diese Siedlung wurde ebenso wie für die im Rahmen der Gebietsreform in Hessen im Jahr 1977 in die Stadt Lorch eingegliederten Gemeinden ein Ortsbezirk mit Ortsbeirat und Ortsvorsteher eingerichtet. Der Ortsbezirk beschränkt sich als Enklave im Ortsbezirk Lorch auf das Gebiet der Siedlung Ranselberg.

## Verkehr
Der Stadtteil ist für den überörtlichen Verkehr mit der Stichstraße Am Ranselberg an die Landesstraße L 3397 angeschlossen, die Lorch im Taleinschnitt des Tiefenbachs mit Ransel und Sauerthal verbindet.